# Karl 15. af Sverige
Karl 15. (Carl Ludvig Eugen; 3. maj 1826 – 18. september 1872) var konge af Sverige og Norge (som Karl 4.) fra 1859 til 1872. Han var den tredje monark af Huset Bernadotte.
Karl 15. var søn af Kong Oscar 1. og Dronning Josefine. 
Karl 15.s statsråd med kongen som regeringschef fungerede som Sveriges regering under Karl 15.

## Regeringstid
Karl 15. var optaget af Nordens sikkerhed og selvstændighed og gik ind for et stærkt skandinavisk samarbejde. Han var en nær ven med Frederik 7. og var indstillet på at hjælpe Danmark mod Preussen i krigen i 1864, men han kunne ikke få sin regering med.
Han var en jævn og populær konge, og han var aktiv i en lang række gennemgribende reformer.
Karl 15. var frimurer.
Kong Karl 15. døde blot 46 år gammel den 18. september 1872 i Residenset i Malmø efter en regeringstid på lidt over 13 år. Han blev begravet i den traditionelle gravkirke for de svenske konger, Riddarholmskirken på øen Riddarholmen i Stockholm. Han blev efterfulgt som konge af sin lillebror, Prins Oscar, der besteg tronen som Kong Oscar 2.

## Ægteskab og børn
Karl blev gift 19. juni 1850 med prinsesse Louise af Nederlandene.
Karl 15. og dronning Louise fik to børn:
| Portræt                    | Navn                                                         | Født                       | Død                        | Gift med                                        | Børn |
| Med Louise af Nederlandene | Med Louise af Nederlandene                                   | Med Louise af Nederlandene | Med Louise af Nederlandene | Med Louise af Nederlandene                      | Med Louise af Nederlandene |
| -------------------------- | ------------------------------------------------------------ | -------------------------- | -------------------------- | ----------------------------------------------- | --- |
|                            | Louise Dronning af Danmark Lovisa Josefina Eugenia           | 31. oktober 1851           | 20. marts 1926             | Frederik 8. Konge af Danmark gift 28. juli 1869 | - Kong Christian 10. af Danmark - Kong Haakon 7. af Norge - Prinsesse Louise af Schaumburg-Lippe - Prins Harald af Danmark - Prinsesse Ingeborg af Sverige - Prinsesse Thyra af Danmark - Prins Gustav af Danmark - Dagmar Castenskiold |
|                            | Carl Oscar Hertug af Södermanland Carl Oskar Vilhelm Fredrik | 14. december 1852          | 13. marts 1854             |                                                 | |